# Monumento a Luis Alberto Costales
El Monumento a Luis Alberto Costales es un monumento de la ciudad de Riobamba, Ecuador, diseñado y construido por el artista  Christian R Gaibor y el busto fue ejecutado por el muralista e ilustrador quiteño Eddie Crespo Garzón, a petición del Concejo Municipal de la ciudad de Riobamba del año 2009 para celebrar la memoria y presentación de la obra poética de Luis Alberto Costales, quien fue poeta, filósofo, maestro, orador, historiador, agricultor y político riobambeño. Está ubicado en la entrada de la ciudad de Riobamba en la plaza que lleva su nombre a los pies del paso a desnivel, específicamente en la Avenida José Veloz y Jacinto González.

## Historia

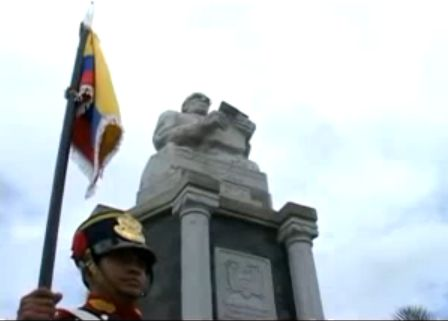
Granadero custodiando el Monumento a Luis Alberto Costales.

En 2009 el Consejo Municipal de Riobamba resolvió la creación de un monumento para conmemorar a Luis Alberto Costales, para lo cual se sometió a votación de los concejales la aprobación de la obra. El Consejo estuvo conformado por el alcalde Ángel Yánez, Napoleón Cadena entre otros personajes. 
El principal recurso monetario para la construcción del monumento fue donado por la familia del escritor. Mientras que el Municipio de Riobamba facilitó el espacio físico para la edificación de la obra.
El monumento se inauguró el 2 de mayo de 2009, en la Avenida José Veloz y Jacinto González. Para esto se contó con la presencia del Exalcalde de Guayaquil, Exministro de Gobierno y expresidente del Congreso Nacional Ing. Raúl Baca Carbo amigo entrañable del escritor, así también se hizo presente un pelotón de la Brigada Blindada Galápagos; quienes marcharon desde la base hasta la ubicación del monumento y Granaderos de Tarqui para rendir homenaje al personaje célebre.

## Características
El monumento está conformado por un hexágono compuesto de 6 pilares estilo griego que representa a cada uno de los hijos del escritor. Se utilizaron 3 tipos de piedra, para los pilares y placas se utilizó piedra extraída del volcán Chimborazo, para las caras se utilizó "piedra negra" de origen volcánico y para el piso se utilizó piedra laja. Alrededor cuenta con una plaza y bancas de piedra talladas con leones y jardines.
El monumento se encuentra orientado de sur a norte, de modo que la mirada de Luis Alberto Costales se alinie directamente hacia el volcán Chimborazo, ya que dicho volcán fue una de sus principales fuentes de inspiración y admiración y cuya cima es el punto más alto de la Tierra medido desde su centro, superando en 2 km al monte Everest.
Las cuatro bancas que acompañan al monumento fueron talladas con idénticas características a los detalles de leones de las bancas ubicadas en el parque sucre de la ciudad de Riobamba.
Es el monumento que recibe a los visitantes de la ciudad de Riobamba ya que es el primero en ser visto al ingresar a la ciudad.

## Galería
| Plaza Costales             |
| Plaza Costales en Riobamba |

| Vista frontal del Monumento a Luis Alberto Costales. |
| Vista frontal del Monumento a Luis Alberto Costales. |

| Busto de Luis Alberto Costales |
| Busto de Luis Alberto Costales |